# Borovice pozdní
Borovice pozdní (Pinus serotina) je severoamerická borovice ze sekce Trifoliae. Vyskytuje se na jihovýchodě Spojených států amerických podél atlantického pobřeží.

## Popis
Je to strom často pokrouceného vzrůstu, dorůstající výšky přes 20 metrů. Jehlice jsou 15–20 cm dlouhé a vyrůstají ve svazcích po třech či čtyřech. Šišky jsou 5–8 cm velké, na hrotu semenné šupiny s malým trnem, serotinního charakteru (otevírají se po požárech).

## Ekologie
Roste ve vlhkých oblastech, jako jsou bažiny, mokřady, poblíž vodních nádrží a na mořském pobřeží. Na severu svého areálu často hybridizuje s příbuznou borovicí tuhou (Pinus rigida).